# Agía Sofía (Thessalonique)
Agía Sofía (grec moderne : Αγία Σοφία) est une localité située dans le dème de Délta, dans le district régional de Thessalonique, dans la periphérie de Macédoine-Centrale, en Grèce.
Selon le recensement de 2011, elle compte 1 250 habitants.